# Péter Besenyei
Péter Besenyei (8 de junio de 1956) es un piloto acrobático húngaro que compitió en la Red Bull Air Race World Championship. Su mejor resultado llegó en 2003 cuando se proclamó campeón del mundo mientras que en 2004, 2005 y 2006 fue subcampeón del mundo.
Desde su retirada de la competición en 2015 se convirtió en piloto de tests de la Aviación Húngara de los aviones Zivko Edge 540.

## Red Bull Air Race
| Péter Besenyei en la Red Bull Air Race World Series | Péter Besenyei en la Red Bull Air Race World Series | Péter Besenyei en la Red Bull Air Race World Series | Péter Besenyei en la Red Bull Air Race World Series | Péter Besenyei en la Red Bull Air Race World Series | Péter Besenyei en la Red Bull Air Race World Series | Péter Besenyei en la Red Bull Air Race World Series | Péter Besenyei en la Red Bull Air Race World Series | Péter Besenyei en la Red Bull Air Race World Series | Péter Besenyei en la Red Bull Air Race World Series | Péter Besenyei en la Red Bull Air Race World Series | Péter Besenyei en la Red Bull Air Race World Series | Péter Besenyei en la Red Bull Air Race World Series | Péter Besenyei en la Red Bull Air Race World Series | Péter Besenyei en la Red Bull Air Race World Series | Péter Besenyei en la Red Bull Air Race World Series |
| Año                                                 | 1                                                   | 2                                                   | 3                                                   | 4                                                   | 5                                                   | 6                                                   | 7                                                   | 8                                                   | 9                                                   | 10                                                  | 11                                                  | 12                                                  | Puntos                                              | Victorias                                           | Ranking                                             |
| --------------------------------------------------- | --------------------------------------------------- | --------------------------------------------------- | --------------------------------------------------- | --------------------------------------------------- | --------------------------------------------------- | --------------------------------------------------- | --------------------------------------------------- | --------------------------------------------------- | --------------------------------------------------- | --------------------------------------------------- | --------------------------------------------------- | --------------------------------------------------- | --------------------------------------------------- | --------------------------------------------------- | --------------------------------------------------- |
| 2003                                                | 1st                                                 | 1st                                                 |                                                     |                                                     |                                                     |                                                     |                                                     |                                                     |                                                     |                                                     |                                                     |                                                     | 6                                                   | 2                                                   | 1st                                                 |
| 2004                                                | 3rd                                                 | 3rd                                                 | 3rd                                                 |                                                     |                                                     |                                                     |                                                     |                                                     |                                                     |                                                     |                                                     |                                                     | 12                                                  | 0                                                   | 2nd                                                 |
| 2005                                                | 1st                                                 | 2nd                                                 | 2nd                                                 | 1st                                                 | 3rd                                                 | 4th                                                 | 4th                                                 |                                                     |                                                     |                                                     |                                                     |                                                     | 32                                                  | 2                                                   | 2nd                                                 |
| 2006                                                | 3rd                                                 | 1st                                                 | 2nd                                                 | CAN                                                 | 3rd                                                 | DSQ                                                 | 2nd                                                 | 2nd                                                 | 1st                                                 |                                                     |                                                     |                                                     | 35                                                  | 2                                                   | 2nd                                                 |
| 2007                                                | 1st                                                 | 5th                                                 | 1st                                                 | 5th                                                 | CAN                                                 | 3rd                                                 | 3rd                                                 | 4th                                                 | 4th                                                 | 6th                                                 | CAN                                                 | 7th                                                 | 31                                                  | 2                                                   | 3rd                                                 |
| 2008                                                | 4th                                                 | 8th                                                 | 5th                                                 | CAN                                                 | 6th                                                 | 4th                                                 | 5th                                                 | 7th                                                 | CAN                                                 | 7th                                                 |                                                     |                                                     | 34                                                  | 0                                                   | 5th                                                 |
| 2009                                                | 10th                                                | 4th                                                 | DNS                                                 | 10th                                                | 4th                                                 | 8th                                                 |                                                     |                                                     |                                                     |                                                     |                                                     |                                                     | 24                                                  | 0                                                   | 8th                                                 |
| 2010                                                | 3rd                                                 | 10th                                                | 11th                                                | 10th                                                | 8th                                                 | 9th                                                 | CAN                                                 | CAN                                                 |                                                     |                                                     |                                                     |                                                     | 21                                                  | 0                                                   | 10th                                                |
| 2014                                                | 10th                                                | 11th                                                | 7th                                                 | 7th                                                 | 7th                                                 | 12th                                                | 12th                                                | 12th                                                |                                                     |                                                     |                                                     |                                                     | 6                                                   | 0                                                   | 11th                                                |
| 2015                                                | 7th                                                 | 13th                                                | 12th                                                | 6th                                                 | 6th                                                 | 8th                                                 | 12th                                                | 13th                                                |                                                     |                                                     |                                                     |                                                     | 9                                                   | 0                                                   | 12th                                                |

Significado de símbolos:
- CAN: Cancelado
- DNP: No participó
- DNQ: No se clasificó
- DSQ: Descalificado